# Kazakhstan-Occidental
L'oblys du Kazakhstan-Occidental (en kazakh : Батыс Қазақстан облысы) est une région administrative de l'ouest du Kazakhstan.

## Géographie
Il est limitrophe de l'oblys d'Aqtöbe à l'est et de l'oblys d'Atyraou au sud ; à l'ouest et au nord, il est frontalier avec la Russie (régions d'Astrakhan, Volgograd, Saratov, Samara et Orenbourg).
L'oblys a été créé le 10 mars 1932 en tant qu'« oblys d'Oural » à cause du nom du fleuve qui le traverse. Il porte son nom actuel depuis 1996 depuis l'indépendance du pays.
Il fait partie avec l'oblys d'Atyrau, situé au sud, de la partie européenne du Kazakhstan dont la vallée du fleuve Oural, depuis la Russie jusqu'à la mer Caspienne, sert de délimitation intercontinentale entre l'Europe, à l'ouest, et l'Asie, à l'est.

## Climat
Le climat de la région est continental : l'hiver est froid et l'été est chaud et sec. La température moyenne du mois de janvier varie entre -14 et -11 °C, descendant parfois jusqu'à -40 °C. La température moyenne de juillet varie entre 22 et 25 °C, et peut monter jusqu'à 40 °C.

## Divisions administrative
La province est divisée en 12 districts et la ville d'Oural:

### Districts
| District                 | Chef-lieu    |
| ------------------------ | ------------ |
| District d’Akjaik        | Tchapaev     |
| District de Bokey Orda   | Saykyn       |
| District de Bourli       | Aksaï        |
| District de Janakala     | Janakala     |
| District de Janybek      | Janybek      |
| District de Karatobe     | Karatobe     |
| District de Kaztal       | Kaztal       |
| District de Chynguirlaou | Chynguirlaou |
| District de Syrym        | Jympity      |
| District de Taskala      | Taskala      |
| District de Terekti      | Fyodorovka   |
| District de Baïterek     | Peremyotnoye |

### Villes
| Ville |
| ----- |
| Oural |